# Deogracias
Deogracias es un nombre propio masculino de origen latino en su variante en español. Su significado es gracias a Dios.

## Santoral
5 de enero: san Deogracias (Deogratias Carthaginensis), obispo de Cartago (†467).

## Variantes
| Variantes en otras lenguas | Variantes en otras lenguas |
| -------------------------- | -------------------------- |
| Español                    | Deogracias                 |
| Alemán                     | Deogratias                 |
| Catalán                    | Deogràcies                 |
| Euskera                    | Dogartzi                   |
| Francés                    | Déogratias,Dieumerci       |
| Inglés                     | Deogratias                 |
| Italiano                   | Deogratias                 |
| Latín                      | Deogratias                 |
| Polaco                     | Deogracjas                 |
| Ruso                       | Деограций (Deogracij)      |